# اگوفونی
اگوفونی تشدید صوتی صداهای ریوی است که هنگام شنود ریه‌ها با گوشی پزشکی شنیده می‌شود که اغلب در اثر چگالش ریه و فیبروز ایجاد می‌شود. اگوفونی به دلیل افزایش انتقال صدای با فرکانس بالا در مایع است، مانند بافت غیرطبیعی ریه، در حالی که اصوات با فرکانس‌های پایین‌تر فیلتر شده‌اند. این امر منجر به کیفیت درون‌دماغی یا ناله‌مانند در صدای فرد مبتلا می‌شود.

## دلایل
- پلورال افیوژن، اگرچه اگوفونی فقط بالاتر از سطح افیوژن در یک بیمار ایستاده شنیده می‌شود.
- سینه‌پهلو (افزایش چگالی بافت ریه)
- فیبروز